# ベースン (ワイオミング州)
ベースン（Basin）は、アメリカ合衆国ワイオミング州の町。ビッグホーン郡の郡庁所在地である。人口は1,275人（2020年）。

## 地理
ベースンはビッグホーン盆地のほぼ中央、ビッグホーン川の東（北緯44度22分44秒 西経108度2分35秒 / 北緯44.37889度 西経108.04306度）に位置している。 アメリカ合衆国統計局によると、この町は総面積5.3 km2 (2.0 mi2) で、5.2 km2 (2.0 mi2) が陸地、0.1 km2 (0.04 mi2) が水地域である。総面積の1.47%が水地域となっている。

## 人口動静
2000年の国勢調査で、この町には1,238人、504世帯、及び330家族が暮らしている。人口密度は236.6/km2 (613.7/mi2) で、108.0/km2 (280.1/mi2) の平均的な密度に565軒の住居が建っている。町の人種構成は白人96.77%、アフリカン・アメリカン0.08%、先住民1.05%、アジア系0.24%、その他の人種0.97%、及び混血0.89%で、人口の2.26%がヒスパニックまたはラテン系である。
504世帯のうち、22.2%は18歳未満の子供と暮らしており、56.3%は夫婦で生活している。6.3%は未婚の女性が世帯主であり、34.5%は家族以外の住人と同居している。31.3%は独身の居住者が住んでおり、16.5%は65歳以上で独居である。1世帯あたりの平均人数は2.20人であり、家庭の場合は2.74人である。
町内の住民は20.1%が18歳未満の未成年、18歳以上24歳以下が5.5%、25歳以上44歳以下が19.6%、45歳以上64歳以下が27.9%、及び65歳以上が26.9%にわたっている。中央値年齢は48歳である。女性100人ごとに対して男性は90.8人いて、18歳以上の女性100人ごとに対して男性は86.6人いる。
この町の世帯ごとの平均的な収入は33,519米ドルであり、家族ごとでは42,768米ドルである。男性の33,942米ドルに対して女性は20,139米ドルの平均的な収入がある。この町の一人当たりの収入 (per capita income) は17,890米ドルである。人口の11.6%及び家族の6.1%の収入は貧困線以下である。18歳未満の17.5%及び65歳以上の12.7%は貧困線以下の生活を送っている。